# Kalakan
Il Kalakan (in russo Калакан?) è un fiume della Siberia orientale, affluente di destra del fiume Vitim (bacino della Lena). Scorre nei rajon Kalarskij e Tungokočenskij del Territorio della Transbajkalia, in Russia.

## Descrizione
Il fiume ha origine nella parte occidentale dell'altopiano del Vitim, dai monti del Kalakan, e scorre in direzione sud-ovest. Sfocia nel Vitim a 958 km dalla sua foce. Il fiume ha una lunghezza di 314 km; l'area del suo bacino è di 10 600 km². Il suo maggior affluente (da sinistra) è il Tundak (lungo 135 km). L'unico insediamento si trova alla foce del fiume: Kalakan.